# Real Life (Magazine-Album)
Real Life ist das Debütalbum der britischen Post-Punk-Band Magazine. Es gilt als ein Album mit Einfluss auf zahlreiche andere Musiker und ein Frühwerk des in Großbritannien entstandenen Post-Punk bzw. des New Wave.

## Entstehungsgeschichte
Nur wenige Wochen nach der Gründung im Sommer 1977 schloss die Band einen Plattenvertrag mit Virgin Records ab. Zu diesem Zeitpunkt hatte die Band bereits Demoaufnahmen der Lieder Shot by Both Sides, The Light Pours out of Me und Suddenly we are Eating Sandwiches eingespielt. Devoto komponierte und textete um ein Gitarrenriff von Pete Shelley das Lied Shot By Both Sides. Auch an der Komposition von The Light Pours out of Me war Pete Shelley neben Devoto und McGeoch beteiligt. Suddenly we are Eating Sandwiches wurde jedoch aufgegeben und einige Elemente daraus später für My Mind Ain’t so Open (auf der B-Seite der Single Shot by Both Sides) verwendet. Motorcade entstand als Zusammenarbeit zwischen Devoto und Keyboarder Bob Dickinson.
Ihren ersten Auftritt in der Öffentlichkeit hatte die Band am 2. Oktober 1977 am Abschlussabend des Electric Circus in Manchester mit dem Set Shot By Both Sides, The Light Pours out of Me und I Love you, you big Dummy (im Original von Captain Beefheart). Musikjournalist Jon Savage befand sich im Publikum und wurde aufmerksam. Motorcade wurde in Tony Wilsons Fernsehsendung So it Goes bei Granada-TV ausgestrahlt und erregte weitere Aufmerksamkeit der britischen Musikpresse. Paul Morley lud Devoto Ende Oktober zum Interview für den NME ein.
Keyboarder Bob Dickinson verließ die Band, die nunmehr als Quartett mit Produzent Mike Glossop das Lied Shot By Both Sides aufnahmen, welches Mitte Januar 1978, genau ein Jahr nach der Veröffentlichung von Spiral Scratch der Buzzcocks, als Single veröffentlicht wurde. Die Single verpasste knapp den Sprung in die britischen UK Top 40.
Im Februar stieß Dave Formula als Keyboarder zur Band und gemeinsam wurde die zweite Single Touch and Go, eine Komposition von Devoto und McGeoch, eingespielt. Als B-Seite wurde Goldfinger von John Barry verwendet. Magazine absolvierten eine nationale Tournee in Großbritannien. Nach der Tournee gewann man John Leckie als Produzent für ein Album. Die Aufnahmen im März und April 1978, nur sechs Monate nach der Gründung der Band, fanden überwiegend in den Abbey Road Studios in London statt.

## Titelliste
1. Definitive Gaze (Devoto / McGeoch) – 4:28
2. My Tulpa (Devoto / McGeoch) – 4:51
3. Shot by Both Sides (Devoto / Shelley) – 4:04
4. Recoil (Devoto / McGeoch) – 2:52
5. Burst (Devoto) – 5:01
6. Motorcade (Devoto / Dickinson) – 5:44
7. The Great Beautician in the Sky (Devoto / McGeoch) – 5:00
8. The Light Pours out of Me (Devoto / McGeoch / Shelley) – 4:36
9. Parade (Devoto / Formula / Adamson) – 5:20

Auf einer 2007 remasterten Ausgabe sind zusätzlich die beiden Singles mit ihren B-Seiten enthalten:
1. Shot by Both Sides – Original Single Version (Devoto / Shelley) – 4:01
2. My Mind Ain’t so Open (Devoto / McGeoch) – 2:18
3. Touch and Go (Devoto / McGeoch) – 2:58
4. Goldfinger (Barry / Bricusse / Newley) – 3:50

## Schallplattencover
Als Schallplattencover wurde eine Collage der britischen Künstlerin Linder Sterling verwendet. Sterlings Collagen wurden auch für die Cover der Singles Orgasmic Addict der Buzzcocks und Shot by Both Sides verwendet.

## Veröffentlichung und Charterfolg
Virgin veröffentlichte das Album im April 1978. Nach der Promotion des Albums mit einer Tournee, bei der Martin Jackson die Band verließ und kurzzeitig von Paul Spencer und dann dauerhaft von John Doyle ersetzt wurde, erreichte Real Life die britischen Albencharts im Juni, kletterte bis auf Platz 29 und hielt sich insgesamt 8 Wochen.

## Rezeption
Das Album erhielt überwiegend gute Kritiken. Andy Kellmann von AllMusic bewertet es mit einem Album Pick und viereinhalb von fünf Sternen. Er rezensiert die Bedeutung für andere Künstler:

“Various aspects of Devoto's personality and legacy, truly brought forth throughout this album, have been transferred and blown up throughout the careers of Momus (the restless, unapologetic intellectual), Thom Yorke (the pensive outsider), and maybe even Luke Haines (the nonchalantly acidic crank).”

„Zahlreiche Aspekte von Devotos Persönlichkeit und Vermächtnis wurden durchgehend während dieses Albums zum Ausdruck gebracht, wurden übertragen und gesprengt während der gesamten Karrieren von Momus (der rastlose, kompromisslose Intellektuelle), Thom Yorke (der nachdenkliche Außenseiter) und möglicherweise sogar Luke Haines (der auf nonchalante Weise saure Grießgram)“

Das Album hat einen Eintrag in Robert Dimerys 1001 Albums You Must Hear Before You Die. Der dortige Rezensent David Nicholls meint: „Magazine wollte es niemandem leichtmachen, obwohl «Recoil» und «Shot by Both Sides» vielleicht die Punks zufriedenstellte, während «The Light Pours out of Me» einfach großartiger Poprock ist“.
Der Musikexpress wählte das Album in der Ausgabe vom August 1978 zusammen mit A Tonic for the Troops der Boomtown Rats zur Platte des Monats. Hermann Haring vergab 5 Sterne und urteilt: „Machen wir es kurz: Hier sind die – bislang – besten New-Wave-Alben des Jahres 1978“
The Light Pours out of Me wurde von Ministry, The Mission und Peter Murphy gecovert. Shot by Both Sides wurde ebenfalls mehrfach gecovert, u. a. von Mansun (2004), Radiohead (2007) und Jarvis Cocker.